# Protomyces inouyei
Protomyces inouyei  (лат.) — вид грибов из семейства Протомициевые (Protomycetaceae), паразит скерды (Crepis).
Вызывает образование крупных галлов на стеблях и черешках, сморщивание листьев. 
Аскогенные клетки гриба (см. Протомициевые#Морфология) слегка шероховатые, шаровидной или эллипсоидной формы, размерами 33—48 мкм, светло-коричневые. Синаски размерами 55—145×25—45 мкм.
Protomyces inouyei описан в Японии на Crepis japonica, встречается также в Китае.